# Warren Berlinger
Warren Berlinger (Brooklyn, 31 agosto 1937 – Valencia, 2 dicembre 2020) è stato un attore statunitense.

## Biografia
Di famiglia ebraica, figlio del costruttore edile Elias Berlinger e di Frieda Shapkin, prese parte a diversi musical di Broadway come Annie Get Your Gun nella prima assoluta del 1946, Blue Denim (che avrà una trasposizione cinematografica, Innamorati in blue jeans), The Happy Time, Follies, Anniversary Waltz e How to Succeed in Business Without Really Trying, recitandolo allo Shaftesbury Theatre di Londra.
Al cinema debuttò nel 1956 comparendo in una ventina di film come caratterista. In televisione prese parte a circa ottanta serie, raggiungendo la popolarità nel 1961 col ruolo di Larry Barnes, il fratello minore del protagonista Joey Barnes, nella sitcom The Joey Bishop Show. Altri ruoli televisivi di rilievo furono quelli di Artie Halpern in Bracken's World, Walter Bradley in A Touch of Grace, il capo ingegnere Dotrich in Operazione sottoveste, Herb in Vicini troppo vicini e il tenente James Wesley in Ai confini dell'aldilà. Apparve inoltre come guest star in diverse serie di successo come Happy Days, CHiPs, A-Team, La signora in giallo e Friends. L'ultima sua apparizione avvenne nel 2016, in un episodio di Grace and Frankie.
Fu sposato dal 1960 con l'attrice Betty Lou Keim, unione durata per cinquant'anni fino alla morte di lei nel 2010, dalla quale ebbe quattro figli. Muore per un cancro nel dicembre 2020 al Henry Mayo Newhall Memorial Hospital di Valencia, in California, all'età di 83 anni

## Filmografia

### Cinema
- Gioventù ribelle (Teenage Rebel), regia di Edmund Goulding (1956)
- Io non sono una spia (Three Brave Men), regia di Philip Dunne (1956)
- Innamorati in blue jeans (Blue Denim), regia di Philip Dunne (1959)
- Because They're Young, regia di Paul Wendkos (1960)
- I perduti dell'isola degli squali (Platinum High School), regia di Charles Haas (1960)
- La nave più scassata... dell'esercito (The Wackiest Ship in the Army), regia di Richard Murphy (1960)
- Tutti pazzi in coperta (All Hands on Deck), regia di Norman Taurog (1961)
- Billie, regia di Don Weis (1965)
- Voglio sposarle tutte (Spinout), regia di Norman Taurog (1966)
- Thunder Alley, regia di Richard Rush (1967)
- Il lungo addio (The Long Goodbye), regia di Robert Altman (1973)
- Big Boss (Lepke), regia di Menahem Golan (1975)
- Chicago anni '30 via col piombo! (The Four Deuces), regia di William H. Bushnell (1975)
- Sì, sì... per ora (I Will, I Will... for Now), regia di Norman Panama (1976)
- Balordi & Co. - Società per losche azioni capitale interamente rubato $ 1.000.000 (Harry and Walter Go to New York), regia di Mark Rydell (1976)
- Quello strano cane... di papà (The Shaggy D.A.), regia di Robert Stevenson (1976)
- Il mago di Lublino (The Magician of Lublin), regia di Menahem Golan (1979)
- La corsa più pazza d'America (The Cannonball Run), regia di Hal Needham (1981)
- Il mondo secondo Garp (The World According to Garp), regia di George Roy Hill (1982)
- Free Ride, regia di Tom Trbovich (1986)
- Going Bananas, regia di Boaz Davidson (1987)
- Take Two, regia di Peter Rowe (1987)
- Outlaw Force, regia di David Heavener (1987)
- Dieci piccoli indiani (Ten Little Indians), regia di Alan Birkinshaw (1989)
- Eroe per caso (Hero), regia di Stephen Frears (1992)
- Music Graffiti (That Thing You Do!), regia di Tom Hanks (1996)
- They Call Him Sasquatch, regia di David H. Venghaus Jr. (2003)

### Televisione
- The Secret Storm – serie TV, un episodio (1955)
- Kraft Television Theatre – serie TV, 2 episodi (1955-1958)
- Armstrong Circle Theatre – serie TV, un episodio (1956)
- The Alcoa Hour – serie TV, episodio 1x22 (1956)
- The Goldbergs – serie TV, un episodio (1956)
- Men of Annapolis – serie TV, episodio 1x01 (1956)
- Matinee Theatre – serie TV, 2 episodi (1956-1957)
- True Story – serie TV, 2 episodi (1957-1958)
- Look Up and Live – serie TV, un episodio (1959)
- Westinghouse Desilu Playhouse – serie TV, episodio 2x08 (1959)
- Johnny Staccato – serie TV, episodio 1x23 (1960)
- Startime – serie TV, un episodio (1960)
- Play of the Week – serie TV, un episodio (1960)
- The Joey Bishop Show – serie TV, 23 episodi (1961-1962)
- Disneyland – serie TV, 4 episodi (1965)
- F.B.I. (The F.B.I.) - serie TV, un episodio (1966)
- The Smothers Brothers Show – serie TV, un episodio (1966)
- Off to See the Wizard – serie TV, un episodio (1967)
- Gunsmoke – serie TV, episodio 13x14 (1967)
- Quella strana ragazza (That Girl) – serie TV, 2 episodi (1967-1970)
- Gomer Pyle, U.S.M.C. – serie TV, un episodio (1969)
- Tre nipoti e un maggiordomo (Family Affair) – serie TV, un episodio (1969)
- Una moglie per papà (The Courtship of Eddie's Father) – serie TV, un episodio (1969)
- Bracken's World – serie TV, 7 episodi (1969-1970)
- Reporter alla ribalta (The Name of the Game) – serie TV, un episodio (1970)
- Love, American Style – serie TV, 7 episodi (1970-1973)
- The Funny Side – serie TV, 6 episodi (1971)
- Ironside – serie TV, un episodio (1971)
- Here We Go Again – serie TV, un episodio (1973)
- A Touch of Grace – serie TV, 13 episodi (1973)
- Squadra emergenza (Emergency!) - serie TV, 2 episodi (1973-1975)
- Una ragazza molto brutta (The Girl Most Likely To...), regia di Lee Philips – film TV (1973)
- Il distintivo rosso del coraggio (The Red Badge of Courage), regia di Lee Philips – film TV (1974)
- Ellery Queen - serie TV, episodio 1x00 (1975)
- Doc – serie TV, un episodio (1975)
- Happy Days – serie TV, 5 episodi (1975-1981)
- Ricercate Etta Place (Wanted: The Sundandance Woman), regia di Lee Philips – film TV (1976)
- Gemini Man – serie TV, un episodio (1976)
- What's Happening!! – serie TV, un episodio (1977)
- All's Fair – serie TV, un episodio (1977)
- Le ragazze di Blansky (Blansky's Beauties) – serie TV, un episodio (1977)
- Charlie's Angels – serie TV, 2 episodi (1977-1980)
- Alice – serie TV, 2 episodi (1977-1980)
- Operazione sottoveste (Operation Petticoat) – serie TV, 10 episodi (1978-1979)
- CHiPs – serie TV, 3 episodi (1978-1981)
- I Fitzpatricks (The Fitzpatricks) – serie TV, un episodio (1978)
- Love Boat (The Love Boat) – serie TV, un episodio (1979)
- Insight – serie TV, un episodio (1979)
- Lobo (The Misadventures of Sheriff Lobo) – serie TV, un episodio (1979)
- Il giovane Maverick (Young Maverick) – serie TV, un episodio (1979)
- Hazzard (The Dukes of Hazzard) – serie TV, un episodio (1979)
- Concrete Cowboys – serie TV, un episodio (1981)
- Nancy, Sonny & Co. (It's a Living) – serie TV, un episodio (1981)
- Strike Force – serie TV, un episodio (1981)
- F.B.I. oggi (Today's F.B.I.) – serie TV, un episodio (1981)
- Dynasty – serie TV, un episodio (1981)
- Trapper John (Trapper John, M.D.) – serie TV, 2 episodi (1981-1985)
- Laverne & Shirley – serie TV, un episodio (1982)
- Herbie, the Love Bug – serie TV, un episodio (1982)
- Small & Frye – serie TV, un episodio (1982)
- Vicini troppo vicini (Too Close for Comfort) – serie TV, 6 episodi (1982-1986)
- P/S - Pronto soccorso (E/R) – serie TV, un episodio (1984)
- Baby Sitter (Charles in Charge) – serie TV, un episodio (1985)
- I Jefferson (The Jeffersons) – serie TV, un episodio (1985)
- New York New York (Cagney & Lacey) – serie TV, un episodio (1985)
- A-Team (The A-Team) – serie TV, un episodio (1985)
- La signora in giallo (Murder, She Wrote) – serie TV, episodi 1x16-3x05-6x05 (1985-1989)
- Misfits (Misfits of Science) – serie TV, un episodio (1986)
- Riptide – serie TV, un episodio (1986)
- Blacke's Magic – serie TV, un episodio (1986)
- Simon & Simon – serie TV, un episodio (1986)
- Tall Tales & Legends – serie TV, 2 episodi (1986)
- Provaci ancora, Harry (The Law and Harry McGraw) – serie TV, un episodio (1987)
- Ai confini dell'aldilà (Shades of L.A.) – serie TV, 5 episodi (1990-1991)
- Colombo (Columbo) – serie TV, un episodio (1991)
- La famiglia Brock (Picket Fences) – serie TV, un episodio (1992)
- Friends – serie TV, un episodio (1996)
- Grace and Frankie – serie TV, un episodio (2016)

## Doppiatori italiani
Nelle versioni in italiano delle opere in cui ha recitato, Warren Berlinger è stato doppiato da:
- Massimo Turci in Gioventù ribelle, Voglio sposarle tutte
- Giancarlo Padoan in Happy Days (ep. 5x02), La signora in giallo (ep. 1x16)
- Oliviero Dinelli in Una ragazza molto brutta
- Gil Baroni in Happy Days (ep. 2x21 e 4x20)
- Manlio De Angelis in Ellery Queen
- Angelo Nicotra in Charlie's Angels (ep. 1x16)
- Piero Tiberi in Charlie's Angels (ep. 4x15)
- Carlo Baccarini in La corsa più pazza d'America
- Silvio Anselmo in La signora in giallo (ep. 3x05)
- Maurizio Trombini in Dieci piccoli indiani
- Sergio Matteucci in Eroe per caso